# Aleksiej Troicki
Aleksiej Aleksiejewicz Troicki, ros. Алексей Алексеевич Троицкий (ur. 14 marca 1866 w Petersburgu, zm. 14 sierpnia 1942 w Leningradzie) – rosyjski problemista i teoretyk szachów. Opublikował ponad 750 kompozycji szachowych.
W roku 1934 został uhonorowany tytułem mistrza sportu ZSRR. Zmarł z wycieńczenia podczas oblężenia Leningradu.

## Troicki – teoretyk
Troicki jako jeden z pierwszych analizował końcówkę dwa skoczki przeciw pionowi. Wyniki opublikował w Deutsche Schachzeitung w 1906, a następnie w formie książkowej w 1934. Strategia dająca wygraną sprowadza się do kilku elementów, a mianowicie:
- zablokowanie piona skoczkiem na odpowiednim polu
- zepchnięcie króla do rogu albo w okolice drugiego skoczka
- zamatowanie, przy czym groźba pata zlikwidowana jest przez odblokowanie pionka.

|   | a                                                                                                 | b                                                                                                 | c                                                                                                 | d                                                                                                 | e                                                                                                 | f                                                                                                 | g                                                                                                 | h                                                                                                 |   |
| 8 | c4 – Biały skoczek · g4 – Czarny pionek · g3 – Biały skoczek · a2 – Czarny król · c2 – Biały król | c4 – Biały skoczek · g4 – Czarny pionek · g3 – Biały skoczek · a2 – Czarny król · c2 – Biały król | c4 – Biały skoczek · g4 – Czarny pionek · g3 – Biały skoczek · a2 – Czarny król · c2 – Biały król | c4 – Biały skoczek · g4 – Czarny pionek · g3 – Biały skoczek · a2 – Czarny król · c2 – Biały król | c4 – Biały skoczek · g4 – Czarny pionek · g3 – Biały skoczek · a2 – Czarny król · c2 – Biały król | c4 – Biały skoczek · g4 – Czarny pionek · g3 – Biały skoczek · a2 – Czarny król · c2 – Biały król | c4 – Biały skoczek · g4 – Czarny pionek · g3 – Biały skoczek · a2 – Czarny król · c2 – Biały król | c4 – Biały skoczek · g4 – Czarny pionek · g3 – Biały skoczek · a2 – Czarny król · c2 – Biały król | 8 |
| 7 | c4 – Biały skoczek · g4 – Czarny pionek · g3 – Biały skoczek · a2 – Czarny król · c2 – Biały król | c4 – Biały skoczek · g4 – Czarny pionek · g3 – Biały skoczek · a2 – Czarny król · c2 – Biały król | c4 – Biały skoczek · g4 – Czarny pionek · g3 – Biały skoczek · a2 – Czarny król · c2 – Biały król | c4 – Biały skoczek · g4 – Czarny pionek · g3 – Biały skoczek · a2 – Czarny król · c2 – Biały król | c4 – Biały skoczek · g4 – Czarny pionek · g3 – Biały skoczek · a2 – Czarny król · c2 – Biały król | c4 – Biały skoczek · g4 – Czarny pionek · g3 – Biały skoczek · a2 – Czarny król · c2 – Biały król | c4 – Biały skoczek · g4 – Czarny pionek · g3 – Biały skoczek · a2 – Czarny król · c2 – Biały król | c4 – Biały skoczek · g4 – Czarny pionek · g3 – Biały skoczek · a2 – Czarny król · c2 – Biały król | 7 |
| 6 | c4 – Biały skoczek · g4 – Czarny pionek · g3 – Biały skoczek · a2 – Czarny król · c2 – Biały król | c4 – Biały skoczek · g4 – Czarny pionek · g3 – Biały skoczek · a2 – Czarny król · c2 – Biały król | c4 – Biały skoczek · g4 – Czarny pionek · g3 – Biały skoczek · a2 – Czarny król · c2 – Biały król | c4 – Biały skoczek · g4 – Czarny pionek · g3 – Biały skoczek · a2 – Czarny król · c2 – Biały król | c4 – Biały skoczek · g4 – Czarny pionek · g3 – Biały skoczek · a2 – Czarny król · c2 – Biały król | c4 – Biały skoczek · g4 – Czarny pionek · g3 – Biały skoczek · a2 – Czarny król · c2 – Biały król | c4 – Biały skoczek · g4 – Czarny pionek · g3 – Biały skoczek · a2 – Czarny król · c2 – Biały król | c4 – Biały skoczek · g4 – Czarny pionek · g3 – Biały skoczek · a2 – Czarny król · c2 – Biały król | 6 |
| 5 | c4 – Biały skoczek · g4 – Czarny pionek · g3 – Biały skoczek · a2 – Czarny król · c2 – Biały król | c4 – Biały skoczek · g4 – Czarny pionek · g3 – Biały skoczek · a2 – Czarny król · c2 – Biały król | c4 – Biały skoczek · g4 – Czarny pionek · g3 – Biały skoczek · a2 – Czarny król · c2 – Biały król | c4 – Biały skoczek · g4 – Czarny pionek · g3 – Biały skoczek · a2 – Czarny król · c2 – Biały król | c4 – Biały skoczek · g4 – Czarny pionek · g3 – Biały skoczek · a2 – Czarny król · c2 – Biały król | c4 – Biały skoczek · g4 – Czarny pionek · g3 – Biały skoczek · a2 – Czarny król · c2 – Biały król | c4 – Biały skoczek · g4 – Czarny pionek · g3 – Biały skoczek · a2 – Czarny król · c2 – Biały król | c4 – Biały skoczek · g4 – Czarny pionek · g3 – Biały skoczek · a2 – Czarny król · c2 – Biały król | 5 |
| 4 | c4 – Biały skoczek · g4 – Czarny pionek · g3 – Biały skoczek · a2 – Czarny król · c2 – Biały król | c4 – Biały skoczek · g4 – Czarny pionek · g3 – Biały skoczek · a2 – Czarny król · c2 – Biały król | c4 – Biały skoczek · g4 – Czarny pionek · g3 – Biały skoczek · a2 – Czarny król · c2 – Biały król | c4 – Biały skoczek · g4 – Czarny pionek · g3 – Biały skoczek · a2 – Czarny król · c2 – Biały król | c4 – Biały skoczek · g4 – Czarny pionek · g3 – Biały skoczek · a2 – Czarny król · c2 – Biały król | c4 – Biały skoczek · g4 – Czarny pionek · g3 – Biały skoczek · a2 – Czarny król · c2 – Biały król | c4 – Biały skoczek · g4 – Czarny pionek · g3 – Biały skoczek · a2 – Czarny król · c2 – Biały król | c4 – Biały skoczek · g4 – Czarny pionek · g3 – Biały skoczek · a2 – Czarny król · c2 – Biały król | 4 |
| 3 | c4 – Biały skoczek · g4 – Czarny pionek · g3 – Biały skoczek · a2 – Czarny król · c2 – Biały król | c4 – Biały skoczek · g4 – Czarny pionek · g3 – Biały skoczek · a2 – Czarny król · c2 – Biały król | c4 – Biały skoczek · g4 – Czarny pionek · g3 – Biały skoczek · a2 – Czarny król · c2 – Biały król | c4 – Biały skoczek · g4 – Czarny pionek · g3 – Biały skoczek · a2 – Czarny król · c2 – Biały król | c4 – Biały skoczek · g4 – Czarny pionek · g3 – Biały skoczek · a2 – Czarny król · c2 – Biały król | c4 – Biały skoczek · g4 – Czarny pionek · g3 – Biały skoczek · a2 – Czarny król · c2 – Biały król | c4 – Biały skoczek · g4 – Czarny pionek · g3 – Biały skoczek · a2 – Czarny król · c2 – Biały król | c4 – Biały skoczek · g4 – Czarny pionek · g3 – Biały skoczek · a2 – Czarny król · c2 – Biały król | 3 |
| 2 | c4 – Biały skoczek · g4 – Czarny pionek · g3 – Biały skoczek · a2 – Czarny król · c2 – Biały król | c4 – Biały skoczek · g4 – Czarny pionek · g3 – Biały skoczek · a2 – Czarny król · c2 – Biały król | c4 – Biały skoczek · g4 – Czarny pionek · g3 – Biały skoczek · a2 – Czarny król · c2 – Biały król | c4 – Biały skoczek · g4 – Czarny pionek · g3 – Biały skoczek · a2 – Czarny król · c2 – Biały król | c4 – Biały skoczek · g4 – Czarny pionek · g3 – Biały skoczek · a2 – Czarny król · c2 – Biały król | c4 – Biały skoczek · g4 – Czarny pionek · g3 – Biały skoczek · a2 – Czarny król · c2 – Biały król | c4 – Biały skoczek · g4 – Czarny pionek · g3 – Biały skoczek · a2 – Czarny król · c2 – Biały król | c4 – Biały skoczek · g4 – Czarny pionek · g3 – Biały skoczek · a2 – Czarny król · c2 – Biały król | 2 |
| 1 | c4 – Biały skoczek · g4 – Czarny pionek · g3 – Biały skoczek · a2 – Czarny król · c2 – Biały król | c4 – Biały skoczek · g4 – Czarny pionek · g3 – Biały skoczek · a2 – Czarny król · c2 – Biały król | c4 – Biały skoczek · g4 – Czarny pionek · g3 – Biały skoczek · a2 – Czarny król · c2 – Biały król | c4 – Biały skoczek · g4 – Czarny pionek · g3 – Biały skoczek · a2 – Czarny król · c2 – Biały król | c4 – Biały skoczek · g4 – Czarny pionek · g3 – Biały skoczek · a2 – Czarny król · c2 – Biały król | c4 – Biały skoczek · g4 – Czarny pionek · g3 – Biały skoczek · a2 – Czarny król · c2 – Biały król | c4 – Biały skoczek · g4 – Czarny pionek · g3 – Biały skoczek · a2 – Czarny król · c2 – Biały król | c4 – Biały skoczek · g4 – Czarny pionek · g3 – Biały skoczek · a2 – Czarny król · c2 – Biały król | 1 |
|   | a                                                                                                 | b                                                                                                 | c                                                                                                 | d                                                                                                 | e                                                                                                 | f                                                                                                 | g                                                                                                 | h                                                                                                 |   |

|   | a | b | c | d | e | f | g | h |   |
| 8 | b6 – Czarny pionek · g6 – Czarny pionek · c5 – Czarny pionek · f5 – Czarny pionek · a4 – Czarny pionek · d4 – Czarny pionek · e4 – Czarny pionek · h4 – Czarny pionek | b6 – Czarny pionek · g6 – Czarny pionek · c5 – Czarny pionek · f5 – Czarny pionek · a4 – Czarny pionek · d4 – Czarny pionek · e4 – Czarny pionek · h4 – Czarny pionek | b6 – Czarny pionek · g6 – Czarny pionek · c5 – Czarny pionek · f5 – Czarny pionek · a4 – Czarny pionek · d4 – Czarny pionek · e4 – Czarny pionek · h4 – Czarny pionek | b6 – Czarny pionek · g6 – Czarny pionek · c5 – Czarny pionek · f5 – Czarny pionek · a4 – Czarny pionek · d4 – Czarny pionek · e4 – Czarny pionek · h4 – Czarny pionek | b6 – Czarny pionek · g6 – Czarny pionek · c5 – Czarny pionek · f5 – Czarny pionek · a4 – Czarny pionek · d4 – Czarny pionek · e4 – Czarny pionek · h4 – Czarny pionek | b6 – Czarny pionek · g6 – Czarny pionek · c5 – Czarny pionek · f5 – Czarny pionek · a4 – Czarny pionek · d4 – Czarny pionek · e4 – Czarny pionek · h4 – Czarny pionek | b6 – Czarny pionek · g6 – Czarny pionek · c5 – Czarny pionek · f5 – Czarny pionek · a4 – Czarny pionek · d4 – Czarny pionek · e4 – Czarny pionek · h4 – Czarny pionek | b6 – Czarny pionek · g6 – Czarny pionek · c5 – Czarny pionek · f5 – Czarny pionek · a4 – Czarny pionek · d4 – Czarny pionek · e4 – Czarny pionek · h4 – Czarny pionek | 8 |
| 7 | b6 – Czarny pionek · g6 – Czarny pionek · c5 – Czarny pionek · f5 – Czarny pionek · a4 – Czarny pionek · d4 – Czarny pionek · e4 – Czarny pionek · h4 – Czarny pionek | b6 – Czarny pionek · g6 – Czarny pionek · c5 – Czarny pionek · f5 – Czarny pionek · a4 – Czarny pionek · d4 – Czarny pionek · e4 – Czarny pionek · h4 – Czarny pionek | b6 – Czarny pionek · g6 – Czarny pionek · c5 – Czarny pionek · f5 – Czarny pionek · a4 – Czarny pionek · d4 – Czarny pionek · e4 – Czarny pionek · h4 – Czarny pionek | b6 – Czarny pionek · g6 – Czarny pionek · c5 – Czarny pionek · f5 – Czarny pionek · a4 – Czarny pionek · d4 – Czarny pionek · e4 – Czarny pionek · h4 – Czarny pionek | b6 – Czarny pionek · g6 – Czarny pionek · c5 – Czarny pionek · f5 – Czarny pionek · a4 – Czarny pionek · d4 – Czarny pionek · e4 – Czarny pionek · h4 – Czarny pionek | b6 – Czarny pionek · g6 – Czarny pionek · c5 – Czarny pionek · f5 – Czarny pionek · a4 – Czarny pionek · d4 – Czarny pionek · e4 – Czarny pionek · h4 – Czarny pionek | b6 – Czarny pionek · g6 – Czarny pionek · c5 – Czarny pionek · f5 – Czarny pionek · a4 – Czarny pionek · d4 – Czarny pionek · e4 – Czarny pionek · h4 – Czarny pionek | b6 – Czarny pionek · g6 – Czarny pionek · c5 – Czarny pionek · f5 – Czarny pionek · a4 – Czarny pionek · d4 – Czarny pionek · e4 – Czarny pionek · h4 – Czarny pionek | 7 |
| 6 | b6 – Czarny pionek · g6 – Czarny pionek · c5 – Czarny pionek · f5 – Czarny pionek · a4 – Czarny pionek · d4 – Czarny pionek · e4 – Czarny pionek · h4 – Czarny pionek | b6 – Czarny pionek · g6 – Czarny pionek · c5 – Czarny pionek · f5 – Czarny pionek · a4 – Czarny pionek · d4 – Czarny pionek · e4 – Czarny pionek · h4 – Czarny pionek | b6 – Czarny pionek · g6 – Czarny pionek · c5 – Czarny pionek · f5 – Czarny pionek · a4 – Czarny pionek · d4 – Czarny pionek · e4 – Czarny pionek · h4 – Czarny pionek | b6 – Czarny pionek · g6 – Czarny pionek · c5 – Czarny pionek · f5 – Czarny pionek · a4 – Czarny pionek · d4 – Czarny pionek · e4 – Czarny pionek · h4 – Czarny pionek | b6 – Czarny pionek · g6 – Czarny pionek · c5 – Czarny pionek · f5 – Czarny pionek · a4 – Czarny pionek · d4 – Czarny pionek · e4 – Czarny pionek · h4 – Czarny pionek | b6 – Czarny pionek · g6 – Czarny pionek · c5 – Czarny pionek · f5 – Czarny pionek · a4 – Czarny pionek · d4 – Czarny pionek · e4 – Czarny pionek · h4 – Czarny pionek | b6 – Czarny pionek · g6 – Czarny pionek · c5 – Czarny pionek · f5 – Czarny pionek · a4 – Czarny pionek · d4 – Czarny pionek · e4 – Czarny pionek · h4 – Czarny pionek | b6 – Czarny pionek · g6 – Czarny pionek · c5 – Czarny pionek · f5 – Czarny pionek · a4 – Czarny pionek · d4 – Czarny pionek · e4 – Czarny pionek · h4 – Czarny pionek | 6 |
| 5 | b6 – Czarny pionek · g6 – Czarny pionek · c5 – Czarny pionek · f5 – Czarny pionek · a4 – Czarny pionek · d4 – Czarny pionek · e4 – Czarny pionek · h4 – Czarny pionek | b6 – Czarny pionek · g6 – Czarny pionek · c5 – Czarny pionek · f5 – Czarny pionek · a4 – Czarny pionek · d4 – Czarny pionek · e4 – Czarny pionek · h4 – Czarny pionek | b6 – Czarny pionek · g6 – Czarny pionek · c5 – Czarny pionek · f5 – Czarny pionek · a4 – Czarny pionek · d4 – Czarny pionek · e4 – Czarny pionek · h4 – Czarny pionek | b6 – Czarny pionek · g6 – Czarny pionek · c5 – Czarny pionek · f5 – Czarny pionek · a4 – Czarny pionek · d4 – Czarny pionek · e4 – Czarny pionek · h4 – Czarny pionek | b6 – Czarny pionek · g6 – Czarny pionek · c5 – Czarny pionek · f5 – Czarny pionek · a4 – Czarny pionek · d4 – Czarny pionek · e4 – Czarny pionek · h4 – Czarny pionek | b6 – Czarny pionek · g6 – Czarny pionek · c5 – Czarny pionek · f5 – Czarny pionek · a4 – Czarny pionek · d4 – Czarny pionek · e4 – Czarny pionek · h4 – Czarny pionek | b6 – Czarny pionek · g6 – Czarny pionek · c5 – Czarny pionek · f5 – Czarny pionek · a4 – Czarny pionek · d4 – Czarny pionek · e4 – Czarny pionek · h4 – Czarny pionek | b6 – Czarny pionek · g6 – Czarny pionek · c5 – Czarny pionek · f5 – Czarny pionek · a4 – Czarny pionek · d4 – Czarny pionek · e4 – Czarny pionek · h4 – Czarny pionek | 5 |
| 4 | b6 – Czarny pionek · g6 – Czarny pionek · c5 – Czarny pionek · f5 – Czarny pionek · a4 – Czarny pionek · d4 – Czarny pionek · e4 – Czarny pionek · h4 – Czarny pionek | b6 – Czarny pionek · g6 – Czarny pionek · c5 – Czarny pionek · f5 – Czarny pionek · a4 – Czarny pionek · d4 – Czarny pionek · e4 – Czarny pionek · h4 – Czarny pionek | b6 – Czarny pionek · g6 – Czarny pionek · c5 – Czarny pionek · f5 – Czarny pionek · a4 – Czarny pionek · d4 – Czarny pionek · e4 – Czarny pionek · h4 – Czarny pionek | b6 – Czarny pionek · g6 – Czarny pionek · c5 – Czarny pionek · f5 – Czarny pionek · a4 – Czarny pionek · d4 – Czarny pionek · e4 – Czarny pionek · h4 – Czarny pionek | b6 – Czarny pionek · g6 – Czarny pionek · c5 – Czarny pionek · f5 – Czarny pionek · a4 – Czarny pionek · d4 – Czarny pionek · e4 – Czarny pionek · h4 – Czarny pionek | b6 – Czarny pionek · g6 – Czarny pionek · c5 – Czarny pionek · f5 – Czarny pionek · a4 – Czarny pionek · d4 – Czarny pionek · e4 – Czarny pionek · h4 – Czarny pionek | b6 – Czarny pionek · g6 – Czarny pionek · c5 – Czarny pionek · f5 – Czarny pionek · a4 – Czarny pionek · d4 – Czarny pionek · e4 – Czarny pionek · h4 – Czarny pionek | b6 – Czarny pionek · g6 – Czarny pionek · c5 – Czarny pionek · f5 – Czarny pionek · a4 – Czarny pionek · d4 – Czarny pionek · e4 – Czarny pionek · h4 – Czarny pionek | 4 |
| 3 | b6 – Czarny pionek · g6 – Czarny pionek · c5 – Czarny pionek · f5 – Czarny pionek · a4 – Czarny pionek · d4 – Czarny pionek · e4 – Czarny pionek · h4 – Czarny pionek | b6 – Czarny pionek · g6 – Czarny pionek · c5 – Czarny pionek · f5 – Czarny pionek · a4 – Czarny pionek · d4 – Czarny pionek · e4 – Czarny pionek · h4 – Czarny pionek | b6 – Czarny pionek · g6 – Czarny pionek · c5 – Czarny pionek · f5 – Czarny pionek · a4 – Czarny pionek · d4 – Czarny pionek · e4 – Czarny pionek · h4 – Czarny pionek | b6 – Czarny pionek · g6 – Czarny pionek · c5 – Czarny pionek · f5 – Czarny pionek · a4 – Czarny pionek · d4 – Czarny pionek · e4 – Czarny pionek · h4 – Czarny pionek | b6 – Czarny pionek · g6 – Czarny pionek · c5 – Czarny pionek · f5 – Czarny pionek · a4 – Czarny pionek · d4 – Czarny pionek · e4 – Czarny pionek · h4 – Czarny pionek | b6 – Czarny pionek · g6 – Czarny pionek · c5 – Czarny pionek · f5 – Czarny pionek · a4 – Czarny pionek · d4 – Czarny pionek · e4 – Czarny pionek · h4 – Czarny pionek | b6 – Czarny pionek · g6 – Czarny pionek · c5 – Czarny pionek · f5 – Czarny pionek · a4 – Czarny pionek · d4 – Czarny pionek · e4 – Czarny pionek · h4 – Czarny pionek | b6 – Czarny pionek · g6 – Czarny pionek · c5 – Czarny pionek · f5 – Czarny pionek · a4 – Czarny pionek · d4 – Czarny pionek · e4 – Czarny pionek · h4 – Czarny pionek | 3 |
| 2 | b6 – Czarny pionek · g6 – Czarny pionek · c5 – Czarny pionek · f5 – Czarny pionek · a4 – Czarny pionek · d4 – Czarny pionek · e4 – Czarny pionek · h4 – Czarny pionek | b6 – Czarny pionek · g6 – Czarny pionek · c5 – Czarny pionek · f5 – Czarny pionek · a4 – Czarny pionek · d4 – Czarny pionek · e4 – Czarny pionek · h4 – Czarny pionek | b6 – Czarny pionek · g6 – Czarny pionek · c5 – Czarny pionek · f5 – Czarny pionek · a4 – Czarny pionek · d4 – Czarny pionek · e4 – Czarny pionek · h4 – Czarny pionek | b6 – Czarny pionek · g6 – Czarny pionek · c5 – Czarny pionek · f5 – Czarny pionek · a4 – Czarny pionek · d4 – Czarny pionek · e4 – Czarny pionek · h4 – Czarny pionek | b6 – Czarny pionek · g6 – Czarny pionek · c5 – Czarny pionek · f5 – Czarny pionek · a4 – Czarny pionek · d4 – Czarny pionek · e4 – Czarny pionek · h4 – Czarny pionek | b6 – Czarny pionek · g6 – Czarny pionek · c5 – Czarny pionek · f5 – Czarny pionek · a4 – Czarny pionek · d4 – Czarny pionek · e4 – Czarny pionek · h4 – Czarny pionek | b6 – Czarny pionek · g6 – Czarny pionek · c5 – Czarny pionek · f5 – Czarny pionek · a4 – Czarny pionek · d4 – Czarny pionek · e4 – Czarny pionek · h4 – Czarny pionek | b6 – Czarny pionek · g6 – Czarny pionek · c5 – Czarny pionek · f5 – Czarny pionek · a4 – Czarny pionek · d4 – Czarny pionek · e4 – Czarny pionek · h4 – Czarny pionek | 2 |
| 1 | b6 – Czarny pionek · g6 – Czarny pionek · c5 – Czarny pionek · f5 – Czarny pionek · a4 – Czarny pionek · d4 – Czarny pionek · e4 – Czarny pionek · h4 – Czarny pionek | b6 – Czarny pionek · g6 – Czarny pionek · c5 – Czarny pionek · f5 – Czarny pionek · a4 – Czarny pionek · d4 – Czarny pionek · e4 – Czarny pionek · h4 – Czarny pionek | b6 – Czarny pionek · g6 – Czarny pionek · c5 – Czarny pionek · f5 – Czarny pionek · a4 – Czarny pionek · d4 – Czarny pionek · e4 – Czarny pionek · h4 – Czarny pionek | b6 – Czarny pionek · g6 – Czarny pionek · c5 – Czarny pionek · f5 – Czarny pionek · a4 – Czarny pionek · d4 – Czarny pionek · e4 – Czarny pionek · h4 – Czarny pionek | b6 – Czarny pionek · g6 – Czarny pionek · c5 – Czarny pionek · f5 – Czarny pionek · a4 – Czarny pionek · d4 – Czarny pionek · e4 – Czarny pionek · h4 – Czarny pionek | b6 – Czarny pionek · g6 – Czarny pionek · c5 – Czarny pionek · f5 – Czarny pionek · a4 – Czarny pionek · d4 – Czarny pionek · e4 – Czarny pionek · h4 – Czarny pionek | b6 – Czarny pionek · g6 – Czarny pionek · c5 – Czarny pionek · f5 – Czarny pionek · a4 – Czarny pionek · d4 – Czarny pionek · e4 – Czarny pionek · h4 – Czarny pionek | b6 – Czarny pionek · g6 – Czarny pionek · c5 – Czarny pionek · f5 – Czarny pionek · a4 – Czarny pionek · d4 – Czarny pionek · e4 – Czarny pionek · h4 – Czarny pionek | 1 |
|   | a | b | c | d | e | f | g | h |   |

Wariant prowadzący do mata to 1.Se2 g3 2.Sc3+ Ka1 3.Sd2 g2 4.Sb3X. Linia Troickiego przedstawiona na diagramie z prawej strony ukazuje zaawansowanie pionków gwarantujące wygraną. Na diagramie po lewej strony pozycja także jest wygrana mimo pionka spoza linii. Jest to możliwe dzięki korzystnej dla białych pozycji czarnego króla. W najbardziej niekorzystnej dla białych konfiguracji matowanie wymaga aż 115 posunięć; ze względu na regułę 50 ruchów (stanowiącą o remisie) rozważa się więc niekiedy tzw. drugą linię Troickiego, gdzie droga do mata mieści się w tym przepisie.

## Troicki – problemista
Poniżej dwie charakterystyczne dla Troickiego kompozycje szachowe.
|   | a | b | c | d | e | f | g | h |   |
| 8 | a8 – Czarny goniec · c8 – Czarny hetman · f7 – Czarny pionek · b6 – Biały hetman · a5 – Biały pionek · d5 – Czarny król · c4 – Czarny pionek · e3 – Biały król · g2 – Biały skoczek | a8 – Czarny goniec · c8 – Czarny hetman · f7 – Czarny pionek · b6 – Biały hetman · a5 – Biały pionek · d5 – Czarny król · c4 – Czarny pionek · e3 – Biały król · g2 – Biały skoczek | a8 – Czarny goniec · c8 – Czarny hetman · f7 – Czarny pionek · b6 – Biały hetman · a5 – Biały pionek · d5 – Czarny król · c4 – Czarny pionek · e3 – Biały król · g2 – Biały skoczek | a8 – Czarny goniec · c8 – Czarny hetman · f7 – Czarny pionek · b6 – Biały hetman · a5 – Biały pionek · d5 – Czarny król · c4 – Czarny pionek · e3 – Biały król · g2 – Biały skoczek | a8 – Czarny goniec · c8 – Czarny hetman · f7 – Czarny pionek · b6 – Biały hetman · a5 – Biały pionek · d5 – Czarny król · c4 – Czarny pionek · e3 – Biały król · g2 – Biały skoczek | a8 – Czarny goniec · c8 – Czarny hetman · f7 – Czarny pionek · b6 – Biały hetman · a5 – Biały pionek · d5 – Czarny król · c4 – Czarny pionek · e3 – Biały król · g2 – Biały skoczek | a8 – Czarny goniec · c8 – Czarny hetman · f7 – Czarny pionek · b6 – Biały hetman · a5 – Biały pionek · d5 – Czarny król · c4 – Czarny pionek · e3 – Biały król · g2 – Biały skoczek | a8 – Czarny goniec · c8 – Czarny hetman · f7 – Czarny pionek · b6 – Biały hetman · a5 – Biały pionek · d5 – Czarny król · c4 – Czarny pionek · e3 – Biały król · g2 – Biały skoczek | 8 |
| 7 | a8 – Czarny goniec · c8 – Czarny hetman · f7 – Czarny pionek · b6 – Biały hetman · a5 – Biały pionek · d5 – Czarny król · c4 – Czarny pionek · e3 – Biały król · g2 – Biały skoczek | a8 – Czarny goniec · c8 – Czarny hetman · f7 – Czarny pionek · b6 – Biały hetman · a5 – Biały pionek · d5 – Czarny król · c4 – Czarny pionek · e3 – Biały król · g2 – Biały skoczek | a8 – Czarny goniec · c8 – Czarny hetman · f7 – Czarny pionek · b6 – Biały hetman · a5 – Biały pionek · d5 – Czarny król · c4 – Czarny pionek · e3 – Biały król · g2 – Biały skoczek | a8 – Czarny goniec · c8 – Czarny hetman · f7 – Czarny pionek · b6 – Biały hetman · a5 – Biały pionek · d5 – Czarny król · c4 – Czarny pionek · e3 – Biały król · g2 – Biały skoczek | a8 – Czarny goniec · c8 – Czarny hetman · f7 – Czarny pionek · b6 – Biały hetman · a5 – Biały pionek · d5 – Czarny król · c4 – Czarny pionek · e3 – Biały król · g2 – Biały skoczek | a8 – Czarny goniec · c8 – Czarny hetman · f7 – Czarny pionek · b6 – Biały hetman · a5 – Biały pionek · d5 – Czarny król · c4 – Czarny pionek · e3 – Biały król · g2 – Biały skoczek | a8 – Czarny goniec · c8 – Czarny hetman · f7 – Czarny pionek · b6 – Biały hetman · a5 – Biały pionek · d5 – Czarny król · c4 – Czarny pionek · e3 – Biały król · g2 – Biały skoczek | a8 – Czarny goniec · c8 – Czarny hetman · f7 – Czarny pionek · b6 – Biały hetman · a5 – Biały pionek · d5 – Czarny król · c4 – Czarny pionek · e3 – Biały król · g2 – Biały skoczek | 7 |
| 6 | a8 – Czarny goniec · c8 – Czarny hetman · f7 – Czarny pionek · b6 – Biały hetman · a5 – Biały pionek · d5 – Czarny król · c4 – Czarny pionek · e3 – Biały król · g2 – Biały skoczek | a8 – Czarny goniec · c8 – Czarny hetman · f7 – Czarny pionek · b6 – Biały hetman · a5 – Biały pionek · d5 – Czarny król · c4 – Czarny pionek · e3 – Biały król · g2 – Biały skoczek | a8 – Czarny goniec · c8 – Czarny hetman · f7 – Czarny pionek · b6 – Biały hetman · a5 – Biały pionek · d5 – Czarny król · c4 – Czarny pionek · e3 – Biały król · g2 – Biały skoczek | a8 – Czarny goniec · c8 – Czarny hetman · f7 – Czarny pionek · b6 – Biały hetman · a5 – Biały pionek · d5 – Czarny król · c4 – Czarny pionek · e3 – Biały król · g2 – Biały skoczek | a8 – Czarny goniec · c8 – Czarny hetman · f7 – Czarny pionek · b6 – Biały hetman · a5 – Biały pionek · d5 – Czarny król · c4 – Czarny pionek · e3 – Biały król · g2 – Biały skoczek | a8 – Czarny goniec · c8 – Czarny hetman · f7 – Czarny pionek · b6 – Biały hetman · a5 – Biały pionek · d5 – Czarny król · c4 – Czarny pionek · e3 – Biały król · g2 – Biały skoczek | a8 – Czarny goniec · c8 – Czarny hetman · f7 – Czarny pionek · b6 – Biały hetman · a5 – Biały pionek · d5 – Czarny król · c4 – Czarny pionek · e3 – Biały król · g2 – Biały skoczek | a8 – Czarny goniec · c8 – Czarny hetman · f7 – Czarny pionek · b6 – Biały hetman · a5 – Biały pionek · d5 – Czarny król · c4 – Czarny pionek · e3 – Biały król · g2 – Biały skoczek | 6 |
| 5 | a8 – Czarny goniec · c8 – Czarny hetman · f7 – Czarny pionek · b6 – Biały hetman · a5 – Biały pionek · d5 – Czarny król · c4 – Czarny pionek · e3 – Biały król · g2 – Biały skoczek | a8 – Czarny goniec · c8 – Czarny hetman · f7 – Czarny pionek · b6 – Biały hetman · a5 – Biały pionek · d5 – Czarny król · c4 – Czarny pionek · e3 – Biały król · g2 – Biały skoczek | a8 – Czarny goniec · c8 – Czarny hetman · f7 – Czarny pionek · b6 – Biały hetman · a5 – Biały pionek · d5 – Czarny król · c4 – Czarny pionek · e3 – Biały król · g2 – Biały skoczek | a8 – Czarny goniec · c8 – Czarny hetman · f7 – Czarny pionek · b6 – Biały hetman · a5 – Biały pionek · d5 – Czarny król · c4 – Czarny pionek · e3 – Biały król · g2 – Biały skoczek | a8 – Czarny goniec · c8 – Czarny hetman · f7 – Czarny pionek · b6 – Biały hetman · a5 – Biały pionek · d5 – Czarny król · c4 – Czarny pionek · e3 – Biały król · g2 – Biały skoczek | a8 – Czarny goniec · c8 – Czarny hetman · f7 – Czarny pionek · b6 – Biały hetman · a5 – Biały pionek · d5 – Czarny król · c4 – Czarny pionek · e3 – Biały król · g2 – Biały skoczek | a8 – Czarny goniec · c8 – Czarny hetman · f7 – Czarny pionek · b6 – Biały hetman · a5 – Biały pionek · d5 – Czarny król · c4 – Czarny pionek · e3 – Biały król · g2 – Biały skoczek | a8 – Czarny goniec · c8 – Czarny hetman · f7 – Czarny pionek · b6 – Biały hetman · a5 – Biały pionek · d5 – Czarny król · c4 – Czarny pionek · e3 – Biały król · g2 – Biały skoczek | 5 |
| 4 | a8 – Czarny goniec · c8 – Czarny hetman · f7 – Czarny pionek · b6 – Biały hetman · a5 – Biały pionek · d5 – Czarny król · c4 – Czarny pionek · e3 – Biały król · g2 – Biały skoczek | a8 – Czarny goniec · c8 – Czarny hetman · f7 – Czarny pionek · b6 – Biały hetman · a5 – Biały pionek · d5 – Czarny król · c4 – Czarny pionek · e3 – Biały król · g2 – Biały skoczek | a8 – Czarny goniec · c8 – Czarny hetman · f7 – Czarny pionek · b6 – Biały hetman · a5 – Biały pionek · d5 – Czarny król · c4 – Czarny pionek · e3 – Biały król · g2 – Biały skoczek | a8 – Czarny goniec · c8 – Czarny hetman · f7 – Czarny pionek · b6 – Biały hetman · a5 – Biały pionek · d5 – Czarny król · c4 – Czarny pionek · e3 – Biały król · g2 – Biały skoczek | a8 – Czarny goniec · c8 – Czarny hetman · f7 – Czarny pionek · b6 – Biały hetman · a5 – Biały pionek · d5 – Czarny król · c4 – Czarny pionek · e3 – Biały król · g2 – Biały skoczek | a8 – Czarny goniec · c8 – Czarny hetman · f7 – Czarny pionek · b6 – Biały hetman · a5 – Biały pionek · d5 – Czarny król · c4 – Czarny pionek · e3 – Biały król · g2 – Biały skoczek | a8 – Czarny goniec · c8 – Czarny hetman · f7 – Czarny pionek · b6 – Biały hetman · a5 – Biały pionek · d5 – Czarny król · c4 – Czarny pionek · e3 – Biały król · g2 – Biały skoczek | a8 – Czarny goniec · c8 – Czarny hetman · f7 – Czarny pionek · b6 – Biały hetman · a5 – Biały pionek · d5 – Czarny król · c4 – Czarny pionek · e3 – Biały król · g2 – Biały skoczek | 4 |
| 3 | a8 – Czarny goniec · c8 – Czarny hetman · f7 – Czarny pionek · b6 – Biały hetman · a5 – Biały pionek · d5 – Czarny król · c4 – Czarny pionek · e3 – Biały król · g2 – Biały skoczek | a8 – Czarny goniec · c8 – Czarny hetman · f7 – Czarny pionek · b6 – Biały hetman · a5 – Biały pionek · d5 – Czarny król · c4 – Czarny pionek · e3 – Biały król · g2 – Biały skoczek | a8 – Czarny goniec · c8 – Czarny hetman · f7 – Czarny pionek · b6 – Biały hetman · a5 – Biały pionek · d5 – Czarny król · c4 – Czarny pionek · e3 – Biały król · g2 – Biały skoczek | a8 – Czarny goniec · c8 – Czarny hetman · f7 – Czarny pionek · b6 – Biały hetman · a5 – Biały pionek · d5 – Czarny król · c4 – Czarny pionek · e3 – Biały król · g2 – Biały skoczek | a8 – Czarny goniec · c8 – Czarny hetman · f7 – Czarny pionek · b6 – Biały hetman · a5 – Biały pionek · d5 – Czarny król · c4 – Czarny pionek · e3 – Biały król · g2 – Biały skoczek | a8 – Czarny goniec · c8 – Czarny hetman · f7 – Czarny pionek · b6 – Biały hetman · a5 – Biały pionek · d5 – Czarny król · c4 – Czarny pionek · e3 – Biały król · g2 – Biały skoczek | a8 – Czarny goniec · c8 – Czarny hetman · f7 – Czarny pionek · b6 – Biały hetman · a5 – Biały pionek · d5 – Czarny król · c4 – Czarny pionek · e3 – Biały król · g2 – Biały skoczek | a8 – Czarny goniec · c8 – Czarny hetman · f7 – Czarny pionek · b6 – Biały hetman · a5 – Biały pionek · d5 – Czarny król · c4 – Czarny pionek · e3 – Biały król · g2 – Biały skoczek | 3 |
| 2 | a8 – Czarny goniec · c8 – Czarny hetman · f7 – Czarny pionek · b6 – Biały hetman · a5 – Biały pionek · d5 – Czarny król · c4 – Czarny pionek · e3 – Biały król · g2 – Biały skoczek | a8 – Czarny goniec · c8 – Czarny hetman · f7 – Czarny pionek · b6 – Biały hetman · a5 – Biały pionek · d5 – Czarny król · c4 – Czarny pionek · e3 – Biały król · g2 – Biały skoczek | a8 – Czarny goniec · c8 – Czarny hetman · f7 – Czarny pionek · b6 – Biały hetman · a5 – Biały pionek · d5 – Czarny król · c4 – Czarny pionek · e3 – Biały król · g2 – Biały skoczek | a8 – Czarny goniec · c8 – Czarny hetman · f7 – Czarny pionek · b6 – Biały hetman · a5 – Biały pionek · d5 – Czarny król · c4 – Czarny pionek · e3 – Biały król · g2 – Biały skoczek | a8 – Czarny goniec · c8 – Czarny hetman · f7 – Czarny pionek · b6 – Biały hetman · a5 – Biały pionek · d5 – Czarny król · c4 – Czarny pionek · e3 – Biały król · g2 – Biały skoczek | a8 – Czarny goniec · c8 – Czarny hetman · f7 – Czarny pionek · b6 – Biały hetman · a5 – Biały pionek · d5 – Czarny król · c4 – Czarny pionek · e3 – Biały król · g2 – Biały skoczek | a8 – Czarny goniec · c8 – Czarny hetman · f7 – Czarny pionek · b6 – Biały hetman · a5 – Biały pionek · d5 – Czarny król · c4 – Czarny pionek · e3 – Biały król · g2 – Biały skoczek | a8 – Czarny goniec · c8 – Czarny hetman · f7 – Czarny pionek · b6 – Biały hetman · a5 – Biały pionek · d5 – Czarny król · c4 – Czarny pionek · e3 – Biały król · g2 – Biały skoczek | 2 |
| 1 | a8 – Czarny goniec · c8 – Czarny hetman · f7 – Czarny pionek · b6 – Biały hetman · a5 – Biały pionek · d5 – Czarny król · c4 – Czarny pionek · e3 – Biały król · g2 – Biały skoczek | a8 – Czarny goniec · c8 – Czarny hetman · f7 – Czarny pionek · b6 – Biały hetman · a5 – Biały pionek · d5 – Czarny król · c4 – Czarny pionek · e3 – Biały król · g2 – Biały skoczek | a8 – Czarny goniec · c8 – Czarny hetman · f7 – Czarny pionek · b6 – Biały hetman · a5 – Biały pionek · d5 – Czarny król · c4 – Czarny pionek · e3 – Biały król · g2 – Biały skoczek | a8 – Czarny goniec · c8 – Czarny hetman · f7 – Czarny pionek · b6 – Biały hetman · a5 – Biały pionek · d5 – Czarny król · c4 – Czarny pionek · e3 – Biały król · g2 – Biały skoczek | a8 – Czarny goniec · c8 – Czarny hetman · f7 – Czarny pionek · b6 – Biały hetman · a5 – Biały pionek · d5 – Czarny król · c4 – Czarny pionek · e3 – Biały król · g2 – Biały skoczek | a8 – Czarny goniec · c8 – Czarny hetman · f7 – Czarny pionek · b6 – Biały hetman · a5 – Biały pionek · d5 – Czarny król · c4 – Czarny pionek · e3 – Biały król · g2 – Biały skoczek | a8 – Czarny goniec · c8 – Czarny hetman · f7 – Czarny pionek · b6 – Biały hetman · a5 – Biały pionek · d5 – Czarny król · c4 – Czarny pionek · e3 – Biały król · g2 – Biały skoczek | a8 – Czarny goniec · c8 – Czarny hetman · f7 – Czarny pionek · b6 – Biały hetman · a5 – Biały pionek · d5 – Czarny król · c4 – Czarny pionek · e3 – Biały król · g2 – Biały skoczek | 1 |
|   | a | b | c | d | e | f | g | h |   |

|   | a | b | c | d | e | f | g | h |   |
| 8 | b8 – Czarny hetman · f8 – Czarny król · c7 – Czarny goniec · f7 – Czarny pionek · h7 – Czarny pionek · g5 – Biały hetman · b4 – Czarny pionek · e3 – Biały goniec · b2 – Biały król | b8 – Czarny hetman · f8 – Czarny król · c7 – Czarny goniec · f7 – Czarny pionek · h7 – Czarny pionek · g5 – Biały hetman · b4 – Czarny pionek · e3 – Biały goniec · b2 – Biały król | b8 – Czarny hetman · f8 – Czarny król · c7 – Czarny goniec · f7 – Czarny pionek · h7 – Czarny pionek · g5 – Biały hetman · b4 – Czarny pionek · e3 – Biały goniec · b2 – Biały król | b8 – Czarny hetman · f8 – Czarny król · c7 – Czarny goniec · f7 – Czarny pionek · h7 – Czarny pionek · g5 – Biały hetman · b4 – Czarny pionek · e3 – Biały goniec · b2 – Biały król | b8 – Czarny hetman · f8 – Czarny król · c7 – Czarny goniec · f7 – Czarny pionek · h7 – Czarny pionek · g5 – Biały hetman · b4 – Czarny pionek · e3 – Biały goniec · b2 – Biały król | b8 – Czarny hetman · f8 – Czarny król · c7 – Czarny goniec · f7 – Czarny pionek · h7 – Czarny pionek · g5 – Biały hetman · b4 – Czarny pionek · e3 – Biały goniec · b2 – Biały król | b8 – Czarny hetman · f8 – Czarny król · c7 – Czarny goniec · f7 – Czarny pionek · h7 – Czarny pionek · g5 – Biały hetman · b4 – Czarny pionek · e3 – Biały goniec · b2 – Biały król | b8 – Czarny hetman · f8 – Czarny król · c7 – Czarny goniec · f7 – Czarny pionek · h7 – Czarny pionek · g5 – Biały hetman · b4 – Czarny pionek · e3 – Biały goniec · b2 – Biały król | 8 |
| 7 | b8 – Czarny hetman · f8 – Czarny król · c7 – Czarny goniec · f7 – Czarny pionek · h7 – Czarny pionek · g5 – Biały hetman · b4 – Czarny pionek · e3 – Biały goniec · b2 – Biały król | b8 – Czarny hetman · f8 – Czarny król · c7 – Czarny goniec · f7 – Czarny pionek · h7 – Czarny pionek · g5 – Biały hetman · b4 – Czarny pionek · e3 – Biały goniec · b2 – Biały król | b8 – Czarny hetman · f8 – Czarny król · c7 – Czarny goniec · f7 – Czarny pionek · h7 – Czarny pionek · g5 – Biały hetman · b4 – Czarny pionek · e3 – Biały goniec · b2 – Biały król | b8 – Czarny hetman · f8 – Czarny król · c7 – Czarny goniec · f7 – Czarny pionek · h7 – Czarny pionek · g5 – Biały hetman · b4 – Czarny pionek · e3 – Biały goniec · b2 – Biały król | b8 – Czarny hetman · f8 – Czarny król · c7 – Czarny goniec · f7 – Czarny pionek · h7 – Czarny pionek · g5 – Biały hetman · b4 – Czarny pionek · e3 – Biały goniec · b2 – Biały król | b8 – Czarny hetman · f8 – Czarny król · c7 – Czarny goniec · f7 – Czarny pionek · h7 – Czarny pionek · g5 – Biały hetman · b4 – Czarny pionek · e3 – Biały goniec · b2 – Biały król | b8 – Czarny hetman · f8 – Czarny król · c7 – Czarny goniec · f7 – Czarny pionek · h7 – Czarny pionek · g5 – Biały hetman · b4 – Czarny pionek · e3 – Biały goniec · b2 – Biały król | b8 – Czarny hetman · f8 – Czarny król · c7 – Czarny goniec · f7 – Czarny pionek · h7 – Czarny pionek · g5 – Biały hetman · b4 – Czarny pionek · e3 – Biały goniec · b2 – Biały król | 7 |
| 6 | b8 – Czarny hetman · f8 – Czarny król · c7 – Czarny goniec · f7 – Czarny pionek · h7 – Czarny pionek · g5 – Biały hetman · b4 – Czarny pionek · e3 – Biały goniec · b2 – Biały król | b8 – Czarny hetman · f8 – Czarny król · c7 – Czarny goniec · f7 – Czarny pionek · h7 – Czarny pionek · g5 – Biały hetman · b4 – Czarny pionek · e3 – Biały goniec · b2 – Biały król | b8 – Czarny hetman · f8 – Czarny król · c7 – Czarny goniec · f7 – Czarny pionek · h7 – Czarny pionek · g5 – Biały hetman · b4 – Czarny pionek · e3 – Biały goniec · b2 – Biały król | b8 – Czarny hetman · f8 – Czarny król · c7 – Czarny goniec · f7 – Czarny pionek · h7 – Czarny pionek · g5 – Biały hetman · b4 – Czarny pionek · e3 – Biały goniec · b2 – Biały król | b8 – Czarny hetman · f8 – Czarny król · c7 – Czarny goniec · f7 – Czarny pionek · h7 – Czarny pionek · g5 – Biały hetman · b4 – Czarny pionek · e3 – Biały goniec · b2 – Biały król | b8 – Czarny hetman · f8 – Czarny król · c7 – Czarny goniec · f7 – Czarny pionek · h7 – Czarny pionek · g5 – Biały hetman · b4 – Czarny pionek · e3 – Biały goniec · b2 – Biały król | b8 – Czarny hetman · f8 – Czarny król · c7 – Czarny goniec · f7 – Czarny pionek · h7 – Czarny pionek · g5 – Biały hetman · b4 – Czarny pionek · e3 – Biały goniec · b2 – Biały król | b8 – Czarny hetman · f8 – Czarny król · c7 – Czarny goniec · f7 – Czarny pionek · h7 – Czarny pionek · g5 – Biały hetman · b4 – Czarny pionek · e3 – Biały goniec · b2 – Biały król | 6 |
| 5 | b8 – Czarny hetman · f8 – Czarny król · c7 – Czarny goniec · f7 – Czarny pionek · h7 – Czarny pionek · g5 – Biały hetman · b4 – Czarny pionek · e3 – Biały goniec · b2 – Biały król | b8 – Czarny hetman · f8 – Czarny król · c7 – Czarny goniec · f7 – Czarny pionek · h7 – Czarny pionek · g5 – Biały hetman · b4 – Czarny pionek · e3 – Biały goniec · b2 – Biały król | b8 – Czarny hetman · f8 – Czarny król · c7 – Czarny goniec · f7 – Czarny pionek · h7 – Czarny pionek · g5 – Biały hetman · b4 – Czarny pionek · e3 – Biały goniec · b2 – Biały król | b8 – Czarny hetman · f8 – Czarny król · c7 – Czarny goniec · f7 – Czarny pionek · h7 – Czarny pionek · g5 – Biały hetman · b4 – Czarny pionek · e3 – Biały goniec · b2 – Biały król | b8 – Czarny hetman · f8 – Czarny król · c7 – Czarny goniec · f7 – Czarny pionek · h7 – Czarny pionek · g5 – Biały hetman · b4 – Czarny pionek · e3 – Biały goniec · b2 – Biały król | b8 – Czarny hetman · f8 – Czarny król · c7 – Czarny goniec · f7 – Czarny pionek · h7 – Czarny pionek · g5 – Biały hetman · b4 – Czarny pionek · e3 – Biały goniec · b2 – Biały król | b8 – Czarny hetman · f8 – Czarny król · c7 – Czarny goniec · f7 – Czarny pionek · h7 – Czarny pionek · g5 – Biały hetman · b4 – Czarny pionek · e3 – Biały goniec · b2 – Biały król | b8 – Czarny hetman · f8 – Czarny król · c7 – Czarny goniec · f7 – Czarny pionek · h7 – Czarny pionek · g5 – Biały hetman · b4 – Czarny pionek · e3 – Biały goniec · b2 – Biały król | 5 |
| 4 | b8 – Czarny hetman · f8 – Czarny król · c7 – Czarny goniec · f7 – Czarny pionek · h7 – Czarny pionek · g5 – Biały hetman · b4 – Czarny pionek · e3 – Biały goniec · b2 – Biały król | b8 – Czarny hetman · f8 – Czarny król · c7 – Czarny goniec · f7 – Czarny pionek · h7 – Czarny pionek · g5 – Biały hetman · b4 – Czarny pionek · e3 – Biały goniec · b2 – Biały król | b8 – Czarny hetman · f8 – Czarny król · c7 – Czarny goniec · f7 – Czarny pionek · h7 – Czarny pionek · g5 – Biały hetman · b4 – Czarny pionek · e3 – Biały goniec · b2 – Biały król | b8 – Czarny hetman · f8 – Czarny król · c7 – Czarny goniec · f7 – Czarny pionek · h7 – Czarny pionek · g5 – Biały hetman · b4 – Czarny pionek · e3 – Biały goniec · b2 – Biały król | b8 – Czarny hetman · f8 – Czarny król · c7 – Czarny goniec · f7 – Czarny pionek · h7 – Czarny pionek · g5 – Biały hetman · b4 – Czarny pionek · e3 – Biały goniec · b2 – Biały król | b8 – Czarny hetman · f8 – Czarny król · c7 – Czarny goniec · f7 – Czarny pionek · h7 – Czarny pionek · g5 – Biały hetman · b4 – Czarny pionek · e3 – Biały goniec · b2 – Biały król | b8 – Czarny hetman · f8 – Czarny król · c7 – Czarny goniec · f7 – Czarny pionek · h7 – Czarny pionek · g5 – Biały hetman · b4 – Czarny pionek · e3 – Biały goniec · b2 – Biały król | b8 – Czarny hetman · f8 – Czarny król · c7 – Czarny goniec · f7 – Czarny pionek · h7 – Czarny pionek · g5 – Biały hetman · b4 – Czarny pionek · e3 – Biały goniec · b2 – Biały król | 4 |
| 3 | b8 – Czarny hetman · f8 – Czarny król · c7 – Czarny goniec · f7 – Czarny pionek · h7 – Czarny pionek · g5 – Biały hetman · b4 – Czarny pionek · e3 – Biały goniec · b2 – Biały król | b8 – Czarny hetman · f8 – Czarny król · c7 – Czarny goniec · f7 – Czarny pionek · h7 – Czarny pionek · g5 – Biały hetman · b4 – Czarny pionek · e3 – Biały goniec · b2 – Biały król | b8 – Czarny hetman · f8 – Czarny król · c7 – Czarny goniec · f7 – Czarny pionek · h7 – Czarny pionek · g5 – Biały hetman · b4 – Czarny pionek · e3 – Biały goniec · b2 – Biały król | b8 – Czarny hetman · f8 – Czarny król · c7 – Czarny goniec · f7 – Czarny pionek · h7 – Czarny pionek · g5 – Biały hetman · b4 – Czarny pionek · e3 – Biały goniec · b2 – Biały król | b8 – Czarny hetman · f8 – Czarny król · c7 – Czarny goniec · f7 – Czarny pionek · h7 – Czarny pionek · g5 – Biały hetman · b4 – Czarny pionek · e3 – Biały goniec · b2 – Biały król | b8 – Czarny hetman · f8 – Czarny król · c7 – Czarny goniec · f7 – Czarny pionek · h7 – Czarny pionek · g5 – Biały hetman · b4 – Czarny pionek · e3 – Biały goniec · b2 – Biały król | b8 – Czarny hetman · f8 – Czarny król · c7 – Czarny goniec · f7 – Czarny pionek · h7 – Czarny pionek · g5 – Biały hetman · b4 – Czarny pionek · e3 – Biały goniec · b2 – Biały król | b8 – Czarny hetman · f8 – Czarny król · c7 – Czarny goniec · f7 – Czarny pionek · h7 – Czarny pionek · g5 – Biały hetman · b4 – Czarny pionek · e3 – Biały goniec · b2 – Biały król | 3 |
| 2 | b8 – Czarny hetman · f8 – Czarny król · c7 – Czarny goniec · f7 – Czarny pionek · h7 – Czarny pionek · g5 – Biały hetman · b4 – Czarny pionek · e3 – Biały goniec · b2 – Biały król | b8 – Czarny hetman · f8 – Czarny król · c7 – Czarny goniec · f7 – Czarny pionek · h7 – Czarny pionek · g5 – Biały hetman · b4 – Czarny pionek · e3 – Biały goniec · b2 – Biały król | b8 – Czarny hetman · f8 – Czarny król · c7 – Czarny goniec · f7 – Czarny pionek · h7 – Czarny pionek · g5 – Biały hetman · b4 – Czarny pionek · e3 – Biały goniec · b2 – Biały król | b8 – Czarny hetman · f8 – Czarny król · c7 – Czarny goniec · f7 – Czarny pionek · h7 – Czarny pionek · g5 – Biały hetman · b4 – Czarny pionek · e3 – Biały goniec · b2 – Biały król | b8 – Czarny hetman · f8 – Czarny król · c7 – Czarny goniec · f7 – Czarny pionek · h7 – Czarny pionek · g5 – Biały hetman · b4 – Czarny pionek · e3 – Biały goniec · b2 – Biały król | b8 – Czarny hetman · f8 – Czarny król · c7 – Czarny goniec · f7 – Czarny pionek · h7 – Czarny pionek · g5 – Biały hetman · b4 – Czarny pionek · e3 – Biały goniec · b2 – Biały król | b8 – Czarny hetman · f8 – Czarny król · c7 – Czarny goniec · f7 – Czarny pionek · h7 – Czarny pionek · g5 – Biały hetman · b4 – Czarny pionek · e3 – Biały goniec · b2 – Biały król | b8 – Czarny hetman · f8 – Czarny król · c7 – Czarny goniec · f7 – Czarny pionek · h7 – Czarny pionek · g5 – Biały hetman · b4 – Czarny pionek · e3 – Biały goniec · b2 – Biały król | 2 |
| 1 | b8 – Czarny hetman · f8 – Czarny król · c7 – Czarny goniec · f7 – Czarny pionek · h7 – Czarny pionek · g5 – Biały hetman · b4 – Czarny pionek · e3 – Biały goniec · b2 – Biały król | b8 – Czarny hetman · f8 – Czarny król · c7 – Czarny goniec · f7 – Czarny pionek · h7 – Czarny pionek · g5 – Biały hetman · b4 – Czarny pionek · e3 – Biały goniec · b2 – Biały król | b8 – Czarny hetman · f8 – Czarny król · c7 – Czarny goniec · f7 – Czarny pionek · h7 – Czarny pionek · g5 – Biały hetman · b4 – Czarny pionek · e3 – Biały goniec · b2 – Biały król | b8 – Czarny hetman · f8 – Czarny król · c7 – Czarny goniec · f7 – Czarny pionek · h7 – Czarny pionek · g5 – Biały hetman · b4 – Czarny pionek · e3 – Biały goniec · b2 – Biały król | b8 – Czarny hetman · f8 – Czarny król · c7 – Czarny goniec · f7 – Czarny pionek · h7 – Czarny pionek · g5 – Biały hetman · b4 – Czarny pionek · e3 – Biały goniec · b2 – Biały król | b8 – Czarny hetman · f8 – Czarny król · c7 – Czarny goniec · f7 – Czarny pionek · h7 – Czarny pionek · g5 – Biały hetman · b4 – Czarny pionek · e3 – Biały goniec · b2 – Biały król | b8 – Czarny hetman · f8 – Czarny król · c7 – Czarny goniec · f7 – Czarny pionek · h7 – Czarny pionek · g5 – Biały hetman · b4 – Czarny pionek · e3 – Biały goniec · b2 – Biały król | b8 – Czarny hetman · f8 – Czarny król · c7 – Czarny goniec · f7 – Czarny pionek · h7 – Czarny pionek · g5 – Biały hetman · b4 – Czarny pionek · e3 – Biały goniec · b2 – Biały król | 1 |
|   | a | b | c | d | e | f | g | h |   |

Rozwiązanie zadania z diagramu po lewej stronie
- Sf4+ Ke5
- Sg6+! f:g6
- Hd4+ Kf5
- Hf4+ Ke6
- Hg4+ (ze zdobyciem hetmana)

Rozwiązanie zadania z diagramu po prawej stronie
- Gc5+ Gd6 (jeśli Ke8 He7X)
- He5 Hdowolne
- G:d6 (z matem w rogu h8)

## Publikacje
- A. A. Troitzki: 500 Endspielstudien, Schachverlag Bernhard Kagan, Berlin 1924
- А. А. Троицкий: Сборник шахматных этюдов. ОГИЗ Физкультура и туризм, Ленинград, 1934